# Steinbruch Berge

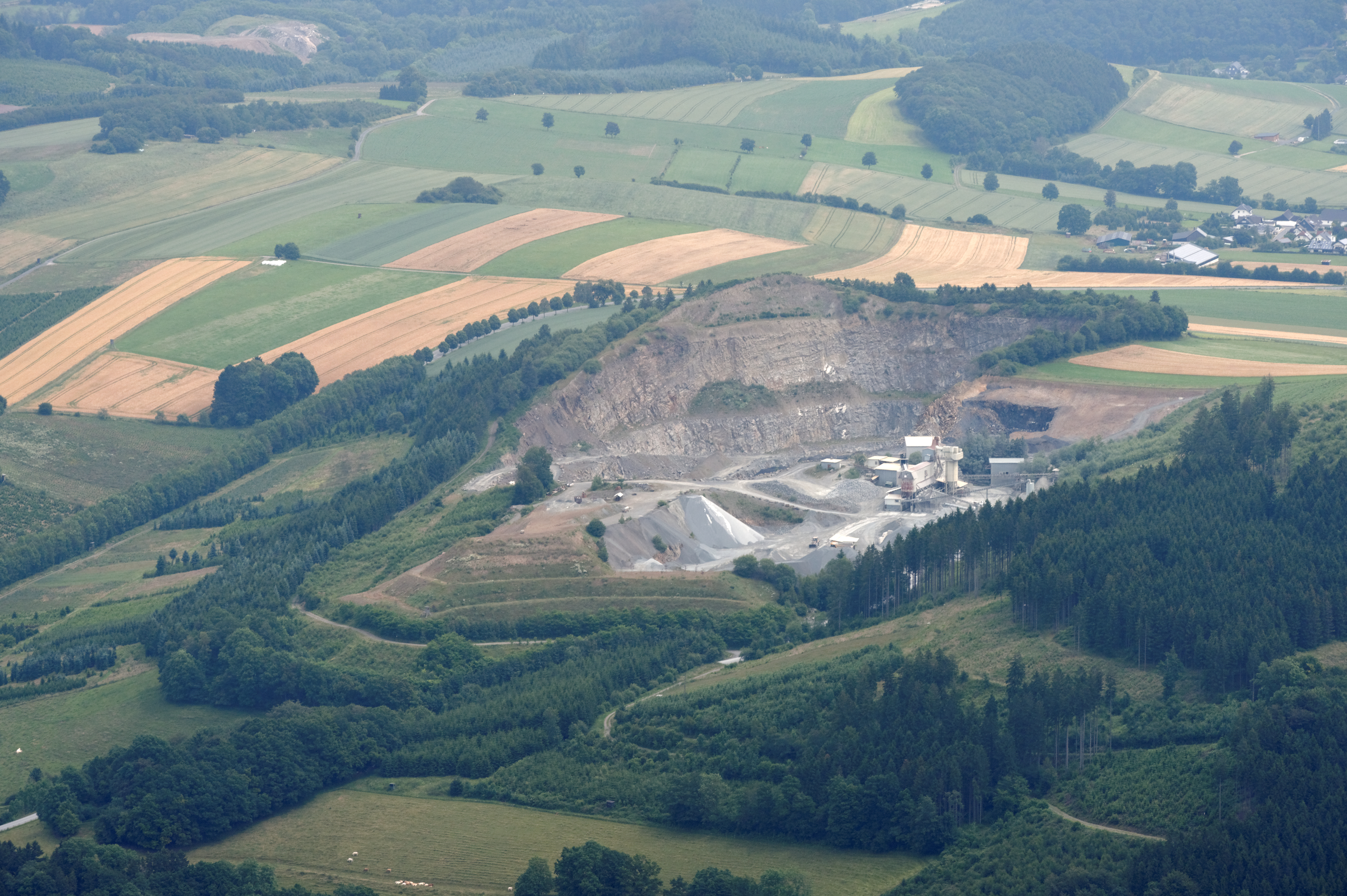
Steinbruch 2014 von Südwesten

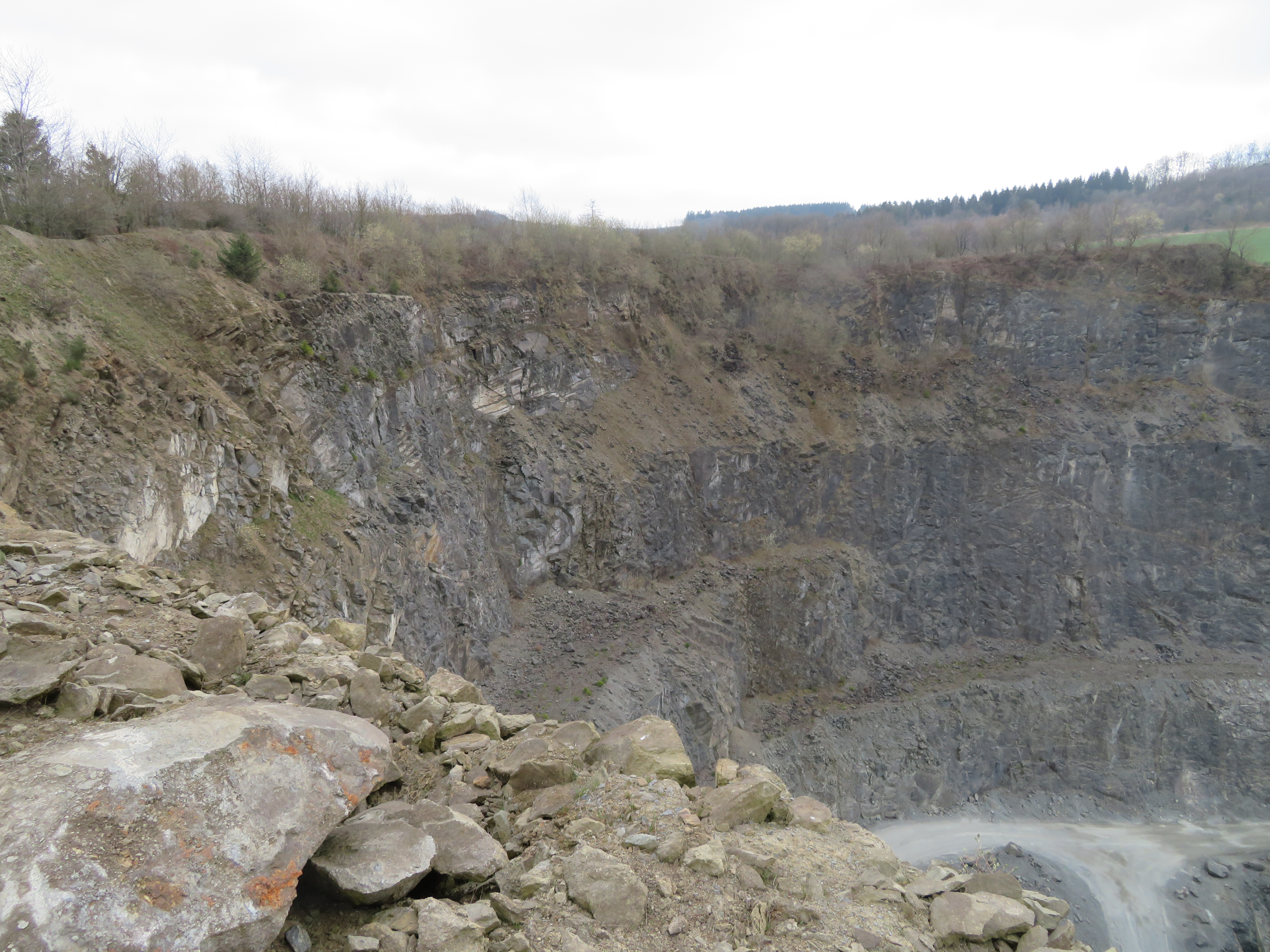
Ostbereich des Bruches

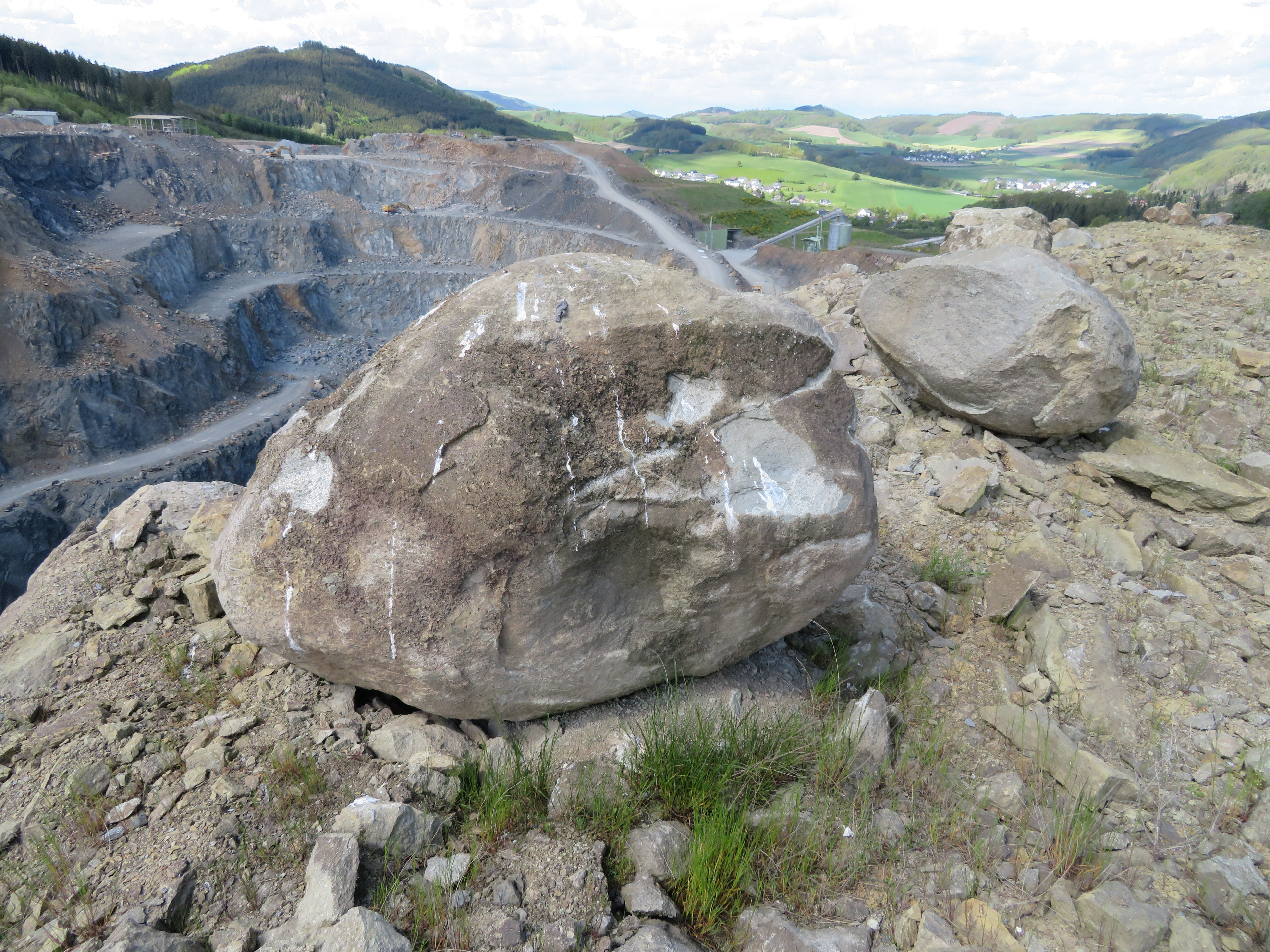
Blick von der Nordostecke nach Westen

Der Steinbruch Berge, andere Bezeichnungen Steinbruch Felsberg oder Steinbruch Basalt, liegt am Felsberg östlich von Berge im Stadtgebiet von Meschede im Hochsauerlandkreis. Der Steinbruch wird von der Firma Mineral Baustoff GmbH betrieben. Der Steinbruch ist zum größten Teil vom Landschaftsschutzgebiet Meschede umgeben. Im Süden liegt ein schmaler Streifen vom Landschaftsschutzgebiet Offenland um Calle und Wallen zwischen Bruch und Naturschutzgebiet Wallenstein. Die Zufahrt erfolgt von der L 840 zwischen Berge und Wallen. Etwas weiter südwestlich liegt der Steinbruch Bergerhammer.

## Informationen zum Steinbruch
Der Steinbruch Berge wird seit 1970 betrieben. Es werden Grauwackensandstein, Kalkstein, Grauwackenschiefer und quarzreiche Blöcke abgebaut. Der Steinbruch produziert Schotter und Splitte, vor allem zur Verwendung im Straßenbau und in der Beton- und Fertigbetonherstellung. Die Mineral Baustoff GmbH gehört zum Strabag-SE-Konzern. 
2017 liefen Planungen für die später erfolgte Verlagerung der Aufbereitungsanlagen mit Brechern mit 30 Meter hohen Silos, auf eine 17.000 Quadratmeter große Fläche, an die Landstraße. Zur Landstraße schüttete man einen 200 Meter langen und bis zu 20 Meter hohen Erdwall aus 400.000 Kubikmeter Erde und Stein (Abraum) auf, um die Anlagen abzuschirmen. Die Maßnahmen sollten acht Millionen Euro kosten.
2022 war der Steinbruch 500 Meter lang und 180 Meter breit. Die maximale Abbautiefe war mit 90 Meter bereits erreicht.

## Mineralien und Fossilien
Für den Steinbruch sind bisher folgende Mineralfunde dokumentiert (Stand 2025): Bornit,	Calcit,	Dolomit, Galenit, Limonit, Markasit und Pyrit, zudem fand man bis 2025 die Fossilien Anthozoa, Crinoidea,	Gastropoda,	Goniatitida, Stromatoporoidea und Trilobita. Im etwas südlich liegenden Steinbruch Bergerhammer kommen die gleichen Mineralien und Fossilien vor.